# Verfassung des Norddeutschen Bundes
Die Verfassung des Norddeutschen Bundes war in Kraft vom 1. Juli 1867 bis zum 31. Dezember 1870. Sie war die Grundlage der Bismarckschen Reichsverfassung und sollte den süddeutschen Staaten den Beitritt möglichst annehmbar machen.

## Grundzüge einer neuen Bundesverfassung vom 10. Juni 1866

Norddeutsche Staaten: rot; Süddeutsche Staaten: gelb; Exklave Hohenzollern: rot

Nach dem Scheitern der Revolution 1848/49 bestand in der preußischen Regierung die Überzeugung, dass das deutsche Volk seine „Erlösung aus der Zersplitterung und Machtlosigkeit“ ohne Rücksicht auf das Fortbestehen der Einzelstaaten und den in ihnen noch herrschenden Adel weiterbetreiben wird. Die preußische Regierung machte sich zum Verfechter der Einigungsbewegung, um die preußische, antidemokratische Staats- und Gesellschaftsordnung zu erhalten.
Am 10. Juni 1866 legte die preußische Regierung den übrigen deutschen Staaten die „Grundzüge einer neuen Bundesverfassung“ vor. In zehn Artikeln wurden die wichtigsten Grundsätze formuliert: Eine der Bundesversammlung ähnliche Versammlung der Bevollmächtigten der Einzelstaaten, der spätere Bundesrat, sollte zusammen mit einer Nationalversammlung für die Gesetzgebung zuständig sein. Die Nationalversammlung sollte wie der Reichstag der Paulskirchenverfassung aus allgemeinen, gleichen und direkten Wahlen hervorgehen. Der Bund sollte seine Gesetzgebungskompetenz in erster Linie zur Schaffung eines einheitlichen Währungs-, Wirtschafts- und Zollgebiets haben. Politische Freiheiten, wie die Befreiung von ungleichen Wahlrechten in den Einzelstaaten und Grundrechte waren nicht vorgesehen. Unerwähnt blieb das Staatsoberhaupt, wer die Regierungsverantwortung übertragen bekommen soll, wer die Regierung bildet und wer die Kontrolle über sie ausübt. Darin unterschieden sich die Grundzüge der preußischen Regierung von der Paulskirchenverfassung.
Der Bund sollte zwei Heere haben, eine Nordarmee mit dem König von Preußen als Oberfeldherrn und eine Südarmee mit dem König von Bayern als Oberfeldherrn. Die einheitliche Kriegsmarine sollte unter dem Oberbefehl des Königs von Preußen stehen.
Im Gegensatz zu den politischen Freiheiten waren die Anteile der Einzelstaaten an den Militärausgaben schon in den Grundzügen genau geregelt. Jeder Einzelstaat sollte grundsätzlich einen Umlagebeitrag nach der Kopfzahl seiner Einwohner bezahlen. Die Ausgaben für seine Truppen sollte er zunächst selbst tragen und diesen Betrag vom Matrikularbeitrag abziehen. Ein nicht benötigter Überschuss sollte als Bundeskriegsschatz von einem Bundeskriegsrat verwaltet und von der Nationalversammlung kontrolliert werden.
Die norddeutschen Staaten vereinbarten im Bündnisvertrag vom 18. August 1866 gegen den Widerstand der Landtage die Gründung eines Nationalstaats. Zunächst sollte der Reichstag als verfassungsgebende Versammlung nach allgemeinem, gleichem und geheimem Wahlrecht, dem Wahlrecht der Revolution, gewählt werden. Diesem sollten dann die Regierungen der norddeutschen Staaten einen Verfassungsentwurf zur endgültigen Feststellung vorlegen.

## Vorarbeiten der preußischen Regierung zur Verfassung

### Der Entwurf von Duncker
Maximilian Duncker erstellte im Auftrag des preußischen Ministerpräsidenten Otto von Bismarck bis September 1866 einen elegant formulierten Entwurf. Der Vorschlag selbst wurde als zu schwerfällig und zentralistisch empfunden und wurde im Laufe der weiteren Entwicklung nur als Gegenmodell und nicht als Urbild der Verfassung genommen.
Zur Bundeszuständigkeit gehörte in Dunckers Entwurf die Außenpolitik, das Militärwesen, das Finanzwesen des Bundes und viele Zuständigkeiten auf einzelnen Gebieten, die einen einheitlichen Wirtschafts-, Währungs-, Rechts- und Verkehrsraum schaffen sollten. Der Bund sollte die Rechtseinheit durch die Bundesgesetzgebung fördern. Nach der Verfassung selbst sollte nur noch das Schuldrecht und das Zivilprozessrecht vereinheitlicht werden.
Soweit allerdings Zuständigkeiten nicht ausdrücklich auf den Bund übertragen waren, sollten die Einzelstaaten ihre Hoheits- und Vermögensrechte behalten. In der Verfassung fand sich diese Formulierung nicht mehr, obwohl der Grundsatz erhalten blieb.
Die Regierungen der Einzelstaaten sollten durch Entsendung von Bevollmächtigten einen als Bundesversammlung bezeichneten Staatsrat bilden. Jeder Staat hatte eine Stimme. Der Staatsrat hatte ein Gesetzesinitiativrecht und beriet alle Gesetzesentwürfe vor. Ein Vetorecht gegen Gesetzesentwürfe hatte nur der König von Preußen, der nicht gegen seinen Willen gezwungen werden konnte, einen Gesetzesentwurf beim Reichstag einzubringen. Den Vorsitz im Staatsrat führte der Bevollmächtigte des Königs von Preußen.
Der Reichstag bestand aus Volks- und Staatenhaus. Das Staatenhaus hatte 110 Sitze. Preußen erhielt zur Gewähr seiner Hegemonialstellung 60 Sitze, die übrigen Einzelstaaten teilten sich 50 Sitze. Die Mitglieder des Staatenhauses wurden zur Hälfte durch die Regierungen ernannt, zur anderen Hälfte durch die Volksvertretungen der Einzelstaaten. Das Volkshaus wurde für drei Jahre nach gleichem und allgemeinem Männerwahlrecht gewählt. Bundesgesetze benötigten die Zustimmung beider Häuser. Das Volkshaus wurde beim Abschluss von Bündnissen und Verträgen mit anderen Staaten nicht beteiligt. Es konnte die Regierung weder wählen noch abwählen und war nur für die Gesetzgebung und den Bundeshaushalt zuständig.
Der König von Preußen war Inhaber des Bundespräsidiums und Oberfeldherr des Bundes mit Befehls- und Kommandogewalt über Bundesheer und Kriegsmarine. Als Inhaber des Bundespräsidiums war der König von Preußen Staatsoberhaupt und vertrat den Bund nach außen. Mit Zustimmung des Staatsrats konnte er Bündnisse und Verträge schließen. Der König von Preußen konnte Ausführungsverordnungen zu Gesetzen erlassen und gemeinsam mit dem Staatsrat den Vollzug der Bundesgesetze durch die Einzelstaaten und die Bundesverwaltung überwachen. Die gesamte Regierungsgewalt des Bundes hatte der König von Preußen inne und übte sie durch von ihm bestellte Minister aus. Handlungen des Königs von Preußen in Regierung und Gesetzgebung wurden erst mit der Gegenzeichnung durch einen Minister wirksam, der dadurch die politische Verantwortung übernahm.
Der Bundeshaushalt sollte auf dem ersten Reichstag auf Dauer gemeinsam von Volks- und Staatenhaus festgestellt werden; nur die späteren Erhöhungen und Veränderungen der Ausgaben müssten erneut beschlossen werden.
Erhalten blieb in allen späteren Entwürfen und in der Verfassung der Verzicht auf einen Grundrechtskatalog. Die Einzelstaaten konnten in der Verfassung ihre Verwaltungen mit Zuständigkeiten und Personal beibehalten. Ebenfalls geblieben ist der Verzicht auf ein Reichsgericht als Verfassungsgericht. Nach dem Vorbild des Deutschen Bundes blieb der Ausgleich von verfassungsrechtlichen Streitigkeiten bei der Vertretung der Einzelstaaten.

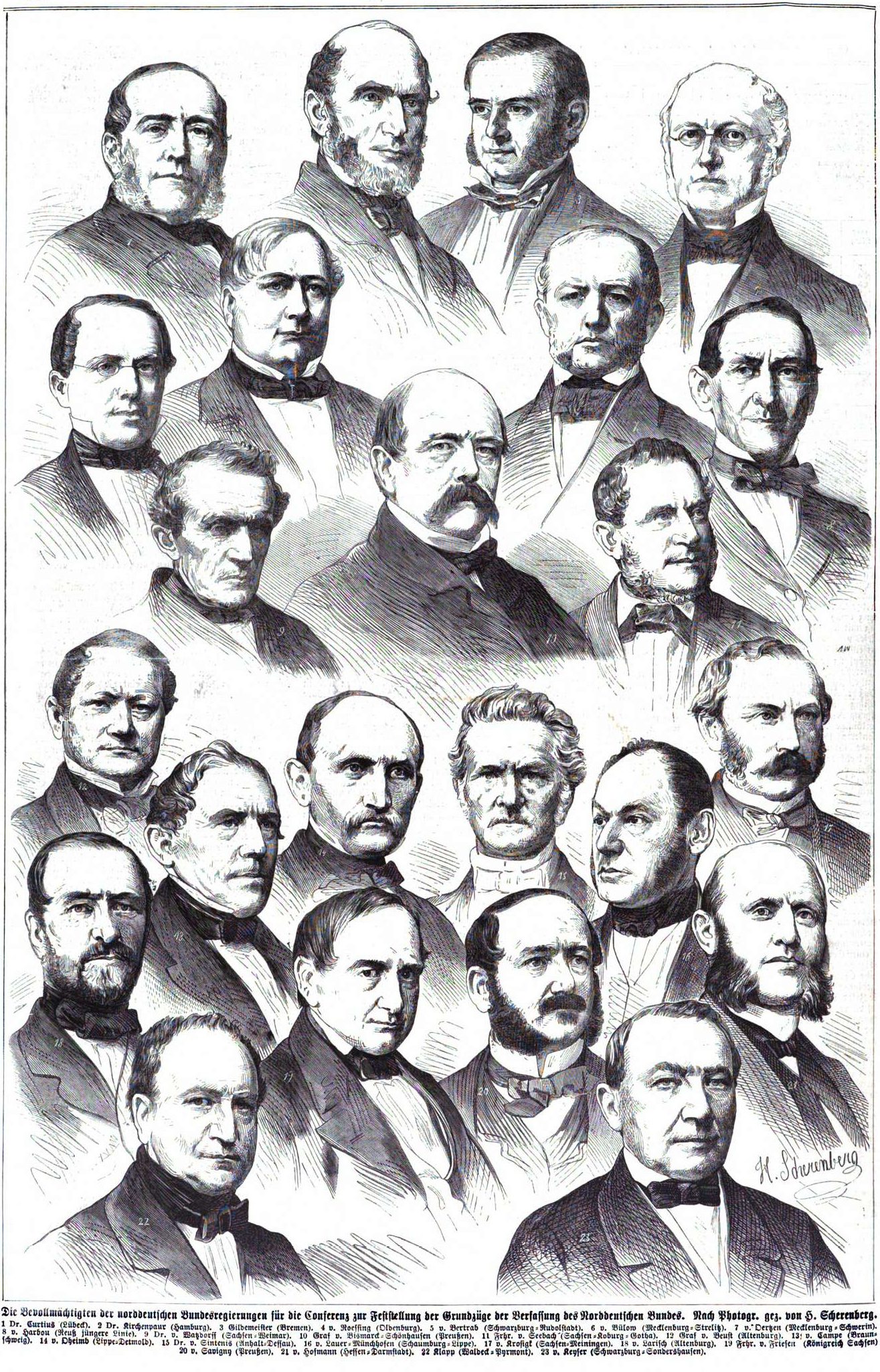
Die Bevollmächtigten der Gründerstaaten des Norddeutschen Bundes für die Verfassungskonferenz 1867 (Grafik von Hermann Scherenberg)

### Annäherung an die Deutsche Bundesakte
Im Putbuser Diktat vom 30. Oktober 1866, einem Aktenvermerk für Karl Friedrich von Savigny nahm Bismarck Stellung zu den bisherigen Entwürfen von Maximilian Duncker, Robert Hepke und Lothar Bucher. Die Entwürfe seien zu unitarisch und zu zentralistisch, auch für den künftigen Beitritt der süddeutschen Staaten. Drei Gesetzgebungsorgane, Volkshaus, Staatenhaus und Bundesrat seien zu schwerfällig. Allenfalls hielt er es für denkbar, den Reichstag in zwei Abteilungen wählen zu lassen. Eine Hälfte der Abgeordneten sollten die hundert Höchstbesteuerten eines Wahlkreises wählen, die andere Hälfte die übrigen Wähler.
Eine verantwortliche Regierung nach dem Vorbild der Paulskirchenverfassung oder der Erfurter Unionsverfassung sollte es nicht geben. Stattdessen sollten beim Bundesrat mit Fachkommissionen besetzte Zentralstellen eingerichtet werden, die die Regierungen der Einzelstaaten ernannten. Der Bundesrat sollte so zum Regierungsorgan werden. Nach einem weiteren Aktenvermerk, dem Putbuser Diktat vom 19. November 1866, sollte der Bundesrat die Aufgaben einer Ministerbank mit 43 Sitzen übernehmen.
Daraufhin arbeitete Robert Hepke zwei Alternativentwürfe zum Bundesrat aus: Ein kleiner Bundesrat in Anlehnung an den engeren Rat des Deutschen Bundes sollte acht Stimmen haben, davon zwei für Preußen. Ein großer Bundesrat, ähnlich der Plenarversammlung des Deutschen Bundes für verfassungsähnliche Fragen, sollte 43 Stimmen haben, davon 17 für Preußen. Nur der große Bundesrat wurde weiter verfolgt.
Nach mehreren Umarbeitungen und Korrekturen Bismarcks erstellte Lothar Bucher auf den 8. Dezember 1866 einen Entwurf mit 65 Artikeln, den er am 9. Dezember nochmals bearbeitete. Dieser Entwurf ging zur Beschlussfassung an das preußische Kabinett. Für die Sitzung des Ministerrats am 13. Dezember wurde ein mit vielen Änderungen Bismarcks versehener und neu redigierter Entwurf mit 69 Artikeln erstellt. Auf der Sitzung wurden die Änderungen Bismarcks wieder rückgängig gemacht. Am 15. Dezember 1866 wurde der Entwurf des preußischen Kabinetts den Regierungen der norddeutschen Staaten zugeleitet. Am 12. Februar 1867 wurde der konstituierende Reichstag gewählt, der am 24. Februar 1867 zu seiner ersten Sitzung zusammenkam. Die Regierungen übernahmen die letzten Änderungen Bismarcks und unterbreiteten sie am 4. März 1867 dem konstituierenden Reichstag. Der Reichstag nahm wesentliche Änderungen am Entwurf der Gründungsregierungen vor.

## Der Bundesrat
Die Gliedstaaten entsandten Vertreter in einen Bundesrat, der gleichberechtigt mit dem Reichstag an der Gesetzgebung mitwirkte. In Anlehnung an die Bundesversammlung des Deutschen Bundes standen Preußen 17 von 43 Stimmen zu, das sich damit seine hegemoniale Stellung sicherte. Gegen Preußen konnte keine Verfassungsänderung beschlossen werden, da hierfür zwei Drittel der Stimmen erforderlich waren. Die Alternative hierzu wäre gewesen, den König von Preußen an der Gesetzgebung gleichberechtigt zu beteiligen, so dass ihm ein Vetorecht zugestanden hätte. Bismarck befürchtete, dass die Einzelstaaten einer solchen Regelung nicht zustimmen würden.
Die 17 Stimmen für Preußen wurden begründet:
- mit vier Stimmen für Preußen wie im Plenum des Deutschen Bundes,
- mit vier Stimmen für das annektierte Königreich Hannover
- mit drei Stimmen für das annektierte Kurhessen
- mit drei Stimmen für das annektierte Holstein
- mit zwei Stimmen für das annektierte Nassau und
- mit einer Stimme für die annektierte Stadt Frankfurt.[17]

Die Stimmen gab nur der Stimmführer des jeweiligen Einzelstaates einheitlich ab, nicht die weiteren Vertreter. Diese mussten nicht einmal anwesend sein. Eine uneinheitliche und damit unwirksame Stimmabgabe war ausgeschlossen. Die Stimme durfte nur so abgegeben werden, wie sie von der Regierung des Einzelstaats beschlossen war. Der Bundesrat wirkte gleichberechtigt mit dem Reichstag an der Gesetzgebung mit. Ohne Zustimmung des Bundesrats konnte kein Gesetz in Kraft treten. In jüngeren Verfassungen ist das Mitwirkungsrecht des Staatenhauses etwas schwächer ausgestaltet. Zur Erstellung von Gesetzesentwürfen, der Gesetzesbegründungen und zur Vorbereitung sonstiger Materialien sollte der Bundesrat dauernde Ausschüsse bilden.
Da Bundesrat und Reichstag ein Vetorecht hatten, und ein Stillstand in der Gesetzgebung vermieden werden musste, waren sie Mitwirkende in einem Kooperationsmodell. Entscheidungen des Bundesrats wurden in informellen Abstimmungsgesprächen vorbereitet. Sachsen wurde in wichtigen Angelegenheiten vorweg konsultiert. Nach 1871 wurden alle Mittelstaaten vorab einbezogen, deren größter, Bayern, sechs Stimmen führte.
Der Bundesrat hatte noch kein Recht, allgemeine Verwaltungsvorschriften zu Bundesgesetzen zu erlassen und die Behördenorganisation zu bestimmen. Dies stand ihm erst nach der Verfassung des Deutschen Reiches von 1871 zu. Der Bundesrat konnte aber die allgemeine Kontrolle über die Bundesverwaltungen ausüben. Es war nämlich jeder Einzelstaat befugt, Vorschläge zur Ausübung der Bundesaufsicht zu machen, sie zu vertreten und im Plenum beraten zu lassen. Die Anordnungen und Verfügungen gegenüber den Bundesverwaltungen traf nicht der Bundesrat, sondern der König von Preußen. Sie wurden allerdings vom Vorsitzenden des Bundesrats, dem Bundeskanzler, vorbereitet, dem König von Preußen zur Zeichnung vorgelegt und anschließend vom Bundeskanzler zur Übernahme der Verantwortung gegengezeichnet.
Die Verfassung des Norddeutschen Bundes legte nicht ausdrücklich fest, wer Inhaber der staatlichen Allgewalt ist. In den Staaten des Deutschen Bundes waren die Fürsten und die freien Städte die Souveräne. Die gesamte Staatsgewalt blieb im Staatsoberhaupt, dem Fürsten vereinigt. Durch Verfassungen konnte er nur bei der Ausübung einzelner Rechte beschränkt werden. Die Paulskirchenverfassung ordnete die Souveränität dem Reichstag zu; wo dieser nicht zuständig war, bestand eine Auffangzuständigkeit für den Kaiser Bismarck und seine Mitarbeiter waren bestrebt, eine direkte Formulierung zu vermeiden. Bismarck wollte einen Bundesstaat schaffen, der einem Staatenbund ähnelt. Den staatlichen, nicht persönlichen Souverän sollten die im Bundesrat vereinigten Einzelstaaten in ihrer Gesamtheit bilden.

## Der Bundeskanzler
Der Bundeskanzler sollte nach dem preußischen Verfassungsentwurf nur Vorsitzender des Bundesrats sein und dessen Geschäfte leiten. Da der Bundesrat Träger der Souveränität war, er insbesondere die Gesetzesvorlagen erstellte und an den Reichstag brachte, war die Stellung des Bundeskanzlers schon stark. Außerdem hatte der Bundesrat über die Anträge der Einzelstaaten zur Gestaltung der Bundesverwaltung zu beschließen und an den König von Preußen zu überweisen. Die norddeutschen Regierungen brachten in ihre Vorlage an den Reichstag die Gegenzeichnungspflicht des Bundeskanzlers ein: alle Anordnungen des Königs von Preußen mussten vom Bundeskanzler gegengezeichnet werden, um wirksam zu sein.
Über den Wortlaut der Verfassung hinaus erstreckte sich die Gegenzeichnungspflicht wie in der Paulskirchenverfassung auf alle Regierungshandlungen des Königs von Preußen als Inhaber des Bundespräsidiums, also auch auf Realakte wie Reden und Handschreiben. Der Reichstag ergänzte, dass der Bundeskanzler mit der Gegenzeichnung auch die rechtliche und politische Verantwortung übernimmt. Er lehnte es aber ab, etwa nach preußischem Vorbild die Folgen für Fälle anzuordnen, in denen der Bundeskanzler verfassungsrechtliche oder sonstige Pflichten verletzt. Mit der Gegenzeichnungspflicht wurde der Bundeskanzler – mit Ausnahme des militärischen Oberbefehls – der höchste politische Bundesbeamte und einzige verantwortliche Bundesminister.
Einzige Behörde des Bundeskanzlers war das Bundeskanzleramt. Es verfügte über eine Zentralabteilung, eine Abteilung für das Postwesen, das Generalpostamt und eine Abteilung für das Telegraphenwesen, die Generaldirektion der Telegraphen. Verwaltungsaufgaben des gesamten Bundesheeres wurden vom preußischen Kriegsministerium erledigt. Der preußische Kriegsminister wurde zum preußischen Bundesratsbevollmächtigten bestellt, so dass er im Bundesrat und im Reichstag auftreten konnte. Außenpolitische Angelegenheiten wurden bis 1870 im preußischen auswärtigen Ministerium bearbeitet, Angelegenheiten der Kriegsmarine im preußischen Marineministerium. Erst mit der Gründung des Reichs 1871 entstanden zahlreiche obere Reichsämter, die die Aufgaben von Reichsministerien wahrnahmen und deren Staatssekretäre und Präsidenten dem Reichskanzler unterstanden.

## Der Reichstag
Der Reichstag war das demokratische und unitarische Organ des Norddeutschen Bundes, das gleichberechtigt mit dem Bundesrat an der Gesetzgebung des Bundes mitwirkte. Der Reichstag war freilich kein Vollparlament, da er von anderen Staatsorganen abhängig war und keine umfassenden Kontrollrechte über die Regierung hatte. Der Reichstag hatte auch nicht das Recht der Selbstversammlung. Es stand nur dem König von Preußen zu, den Reichstag einzuberufen, zu eröffnen, zu vertagen und zu schließen. Der Bundesrat konnte den Reichstag einvernehmlich mit dem König von Preußen auflösen.
Dem Reichstag stand auch kein allgemeiner Genehmigungsvorbehalt für völkerrechtliche Verträge zu, sondern nur zu Gegenständen, für die der Bund das Recht der Gesetzgebung hatte. Völkerrechtliche Verträge gehörten nicht dazu. Auf diese Weise konnte sich eine dem Reichstag und damit auch eine der Öffentlichkeit nicht bekannte Geheimdiplomatie fortsetzen. Zum Abschluss aller völkerrechtlichen Verträge sollte nach dem Entwurf der preußischen Regierung der König von Preußen alleine zuständig sein. Die verbündeten norddeutschen Staaten setzten in ihrer Vorlage an den Reichstag wenigstens eine Zustimmungspflicht des Bundesrats durch. Der Reichstag selbst setzte dann in den Beratungen eine Genehmigungspflicht des Reichstags durch, aber nur für Gegenstände, die der Gesetzgebung des Bundes unterlagen.
Der Reichstag konnte die Regierung weder wählen noch abwählen. Eine Regierung wollte Bismarck vermeiden, weil er befürchtete, dass sie dem Reichstag verantwortlich werden könnte. Er fürchtete auch das Vorbild des kollegial verfassten preußischen Ministerrats, weil damit keine klare politische Verantwortung des leitenden Ministers gegeben sei. Die Regierungen der Einzelstaaten setzten in der Vorlage an den Reichstag durch, dass Anordnungen und Verfügungen des Königs von Preußen in Bundesangelegenheiten vom Bundeskanzler gegengezeichnet werden müssen. Erst der Reichstag erklärte den Vorsitzenden des Bundesrats und Bundeskanzler als verantwortlich für die Regierungshandlungen des Königs von Preußen. Dadurch wurde das Verantwortlichkeitsniveau der Paulskirchenverfassung wieder erreicht. Der Reichstag konnte aber die Verantwortlichkeit des Bundeskanzlers weder durch eine Abwahl noch durch eine Ministeranklage vor einem Bundesgericht wie in der Paulskirchenverfassung durchsetzen.
Der Reichstag sollte aus allgemeinen, gleichen, direkten und geheimen Wahlen hervorgehen. Indirekt verwies die norddeutsche Bundesverfassung auf das Frankfurter Reichswahlgesetz vom 12. April 1849, in dem diese Prinzipien verwirklicht waren. Bismarck hielt den Verzicht auf das ihm vertraute Dreiklassenwahlrecht und auf die Zwischenschaltung von Wahlmännern für einfach und nützlich. Aus außenpolitischen Gründen übernahm Bismarck das allgemeine Wahlrecht der Paulskirchenverfassung „als die stärkste der freiheitlichen Künste“ schon in die Grundzüge einer neuen Bundesverfassung vom 10. Juni 1866. Bismarck hoffte darauf, dass Österreich und Russland die Aufmerksamkeit ihrer Bevölkerungen nicht auf das ihnen vorenthaltene allgemeine Wahlrecht lenken würden und deshalb das Entstehen einer neuen Mittelmacht in Europa mit Schweigen übergehen würden.
Das Prinzip der geheimen Stimmabgabe bei den Wahlen hielt Bismarck für gefährlich. Bei der anonymen Stimmabgabe könnten sich Massen mit stumpfem, unentwickeltem Urteilsvermögen geltend machen, die sich aufgrund ihrer Begehrlichkeiten gerne belügen lassen. Im preußischen Entwurf an die Regierungen der Einzelstaaten war deshalb noch kein geheimes Wahlrecht vorgesehen. Der Entwurf der verbündeten norddeutschen Regierungen an den Reichstag verwies dann auf das Frankfurter Reichswahlgesetz, das mit dem Wortlaut „Stimmzettel ohne Unterschrift“ geheime Wahlen anordnete.
Der preußische Regierungsentwurf und die Vorlage der norddeutschen Regierungen an den verfassunggebenden Reichstag des Norddeutschen Bundes enthielten kaum Vorschriften zur Ausgestaltung und zum Schutz des parlamentarischen Tuns. Erst der Reichstag machte die Strafverfolgung von Abgeordneten von einer vorherigen Zustimmung des Reichstags abhängig. Beförderte Beamte wurden mit einem Verbot der Mandatsausübung belegt, wodurch Reichstagsabgeordnete nicht zu Leitern oberster Reichsbehörden bestellt werden sollten. Dadurch wurde auf viel Erfahrungswissen verzichtet. Keine Änderung erfuhr das Diätenverbot, mit dem Angehörige besitzloser Schichten vom Reichstag ferngehalten werden sollten.
Die Debatten des Reichstags machten Politik – mit Ausnahme der Außen- und Militärpolitik – der Öffentlichkeit zugänglich, denn die Debatten des Reichstags waren öffentlich. Mitglieder des Reichstags konnten wegen ihrer Äußerungen im Reichstag weder zivilrechtlich noch strafrechtlich belangt werden. Dasselbe Privileg hatten Journalisten, die über Debatten des Reichstags berichteten.

## Das Gesetzgebungsverfahren
Zu einem Bundesgesetz waren zwei übereinstimmende Beschlüsse von Reichstag und Bundesrat erforderlich. Beide konnten sich gegenseitig blockieren. Aus solchen Blockaden konnte ein Gesetzgebungsnotstand entstehen. Um ihn zu beenden, konnte der Bundesrat im Einvernehmen mit dem König von Preußen und dem gegenzeichnenden Bundeskanzler den Reichstag auflösen. Da die Auflösung nicht an Voraussetzungen geknüpft war, konnte die Regierungsseite sich ein ihr genehmes Parlament zurecht wählen lassen; dieser Missbrauch entstand jedoch erst im späteren Kaiserreich (1878, 1887, 1893, 1906).
In der Weimarer Reichsverfassung war das Problem noch schlechter gelöst: Es gab das Notverordnungsrecht des Reichspräsidenten, das dazu einlud, Notverordnungen auch außerhalb eines Gesetzgebungsnotstands zu erlassen. Im Grundgesetz für die Bundesrepublik Deutschland ist der Gesetzgebungsnotstand deshalb engmaschig geregelt: Der Bundestag kann nur auf Antrag des Bundeskanzlers aufgelöst werden. Erhält der Bundeskanzler das Vertrauen, und lehnt der Bundestag das als dringlich bezeichnete Gesetz ab, kann es durch übereinstimmenden Beschluss von Bundesrat und Bundesregierung zustande kommen. Die Mehrheitsfraktionen im Reichstag waren flexibel in der Annahme von Gesetzen, denn sie konnten nicht den Status als Regierungsfraktion verlieren, weil die Regierung nicht von ihnen abhängig war.

## Der König von Preußen
Der König von Preußen war in Personalunion und durch die Realunion Preußens das Staatsoberhaupt des Norddeutschen Bundes. Als Inhaber des Bundespräsidiums hatte er Regierungsbefugnisse und war ohne die Beschränkungen des Bundespräsidiums Oberbefehlshaber von Bundesheer und Kriegsmarine. Wegen der königlichen Rechte und der Einschränkung der Rechte des Reichstags war die Verfassung eingeschränkt monarchisch. König von Preußen war der erstgeborene Mann des Königlichen Hauses Hohenzollern.
Als Staatsoberhaupt konnte der König von Preußen Bündnisse und sonstige außenpolitische Verträge schließen. Die Zustimmung von Bundesrat und Bundestag benötigte er nur, wo dem Bund das Recht der Gesetzgebung zustand. Eine Geheimdiplomatie hinter dem Rücken von Volk und Reichstag war deswegen möglich. Außenpolitische Macht ballte sich auch deswegen beim König von Preußen, weil bei Akten der Befehls- und Kommandogewalt und der militärischen Organisationsgewalt weder die Zustimmung des Reichstags noch die Gegenzeichnung des Bundeskanzlers vorgesehen war.
Wichtigste Regierungsbefugnis des Königs von Preußen im Norddeutschen Bund war es, den Bundeskanzler zu ernennen. Der König von Preußen hatte auch das Recht zur Überwachung der Ausführung der Bundesgesetze durch die Verwaltung der Einzelstaaten und die Bundesverwaltung. Die Anordnungen und Einzelfallregelungen traf er nicht im preußischen Namen, sondern für den Norddeutschen Bund; sie wurden erst mit Gegenzeichnung durch den Bundeskanzler wirksam.
In der Gesetzgebung hatte der König von Preußen keine Vetorechte, er konnte jedoch im Bundesrat seinen hegemonialen Anspruch durch die siebzehn preußischen Stimmen geltend machen. Die preußischen Stimmen instruierte der Ministerpräsident von Preußen, der auch Bundeskanzler und Vorsitzender des Bundesrats war. Zudem hatte Preußen eine Sperrminorität bei Verfassungsänderungen, im Militär- und Marinewesen, und bei Zöllen und Verbrauchssteuern und den dazugehörigen Verwaltungsvorschriften und Verwaltungsbehörden.
Die in der Paulskirchenverfassung vorgesehene Bezeichnung Deutscher Kaiser wurde schon in der Erfurter Unionsverfassung fallen gelassen und erst wieder in der Reichsverfassung von 1871 verwendet. Von der Bezeichnung Kaiser sah Bismarck ab. Er befürchtete, dass die Einzelstaaten die Bezeichnung Kaiser ablehnen würden, weil sie darunter einen konstitutionellen Monarchen mit eigenen Zuständigkeiten in der Gesetzgebung verstehen könnten. Eine dominierende Stellung Preußens sei unauffälliger durch die Zuteilung von siebzehn Stimmen im Bundesrat zu erreichen.

## Militärwesen
Schon im Bündnisvertrag vom 18. August 1866 zwischen Preußen und den anderen norddeutschen Staaten wurde vereinbart, dass alle Truppen unter dem Oberbefehl des Königs von Preußen stehen. Noch im preußischen Entwurf der Norddeutschen Bundesverfassung vom 14. Dezember 1866 wurde der König von Preußen als Oberbefehlshaber bezeichnet. Erst die Vorlage der norddeutschen Regierungen an den Reichstag vom 4. März 1867 verwendete die Bezeichnung „Bundesfeldherr“, die dann endgültig im Verfassungstext blieb. Damit wurde vermieden, dass sich einzelne Bundesfürsten selbst als Bundesfeldherren unter dem Dach eines „Oberfeldherrn“ verstehen konnten. Die Bundesfürsten waren als „Chefs der Truppenteile ihres Gebiets“ nur noch Kontingentsherren ohne Befehls- und Kommandogewalt. Der Fahneneid musste zwar noch ihnen gegenüber abgegeben werden, aber in ihn war der Gehorsam gegenüber dem König von Preußen als Bundesfeldherrn aufzunehmen. Die Friedensstärke betrug ein Prozent der Bevölkerung, und die Einzelstaaten hatten jährlich pro Kopf ihrer Staatsbürger an den Bund einen Umlagebeitrag von 225 Talern für jeden Soldaten zu entrichten. Das Heer war ein Bundesheer und demnach einheitlich in Verwaltung, Verpflegung, Bewaffnung und Ausrüstung. Den Höchstkommandierenden eines Kontingents ernannte der König von Preußen. Die preußische Militärgesetzgebung wurde in allen Einzelstaaten eingeführt, ebenso die preußischen Verwaltungsvorschriften. Die Kriegsmarine stand unter preußischem Oberbefehl; die Finanzierung erfolgte ausschließlich durch den Bund.

## Bundesfinanzen
Der preußische Entwurf und der Entwurf der norddeutschen Staaten an den Reichstag enthielten nur zurückhaltend formulierte Regelungen. Die direkten Steuern, wie die Einkommensteuer, sollten bei den Einzelstaaten bleiben. Der Ertrag aus den Zöllen und Verbrauchsteuern sollten in die Bundeskasse fließen. Mit Zöllen und einem Teil der Verbrauchsteuern sollte der von den Umlagebeiträgen nicht gedeckte Teil der Ausgaben für das Bundesheer aufgebracht werden, ebenso die Ausgaben für das Konsulatswesen. Wenn Zölle und Verbrauchsteuern nicht ausreichten, sollten die Einzelstaaten zu ergänzenden Umlagebeiträgen verpflichtet sein. Der Reichstag erklärte die Einführung neuer Bundessteuern für vorrangig, und räumte dem Bund die Möglichkeit zur Kreditaufnahme ein. Nach der Vorlage der Einzelstaaten an den Reichstag wollten sie auch die Kriegsmarine nach dem Verbandsprinzip finanzieren. Der Reichstag verschob die Last auf den Bund, der die Kosten der Kriegsmarine alleine bestreiten sollte. Der Reichstag verstärkte dadurch sein Budgetrecht gegenüber der Vorlage, und erreichte ein höheres Maß an Trennung der Finanzwirtschaft zwischen Bund und Einzelstaaten. Das Trennsystem konnte bis ins Deutsche Reich beibehalten werden. Ab 1879 wurde mit der unitarischen Mischfinanzierung begonnen.

## Gerichtsbarkeit des Bundes
Bundesgerichte sah die norddeutsche Bundesverfassung nicht vor. Streitigkeiten zwischen den Einzelstaaten sollte der Bundesrat erledigen. Für landesinterne Verfassungsstreitigkeiten sah die Bundesverfassung, sofern die Landesverfassungen keine eigenen Regelungen kannten, gutachtliche Empfehlungen oder Vergleiche des Bundesrates, notfalls auch Bundesgesetze vor.
Da in der norddeutschen Bundesverfassung keine Grundrechte vorgesehen waren, gab es auch kein Bundesgericht, das für Verletzungen der Grundrechte zuständig sein sollte. In der Paulskirchenverfassung und in der Erfurter Unionsverfassung war dafür das Reichsgericht vorgesehen. Die norddeutsche Bundesverfassung beließ die Gerichtsbarkeit bei den Einzelstaaten, sogar zunächst in noch größerem Umfang als die Verwaltungszuständigkeit.
1869 wurde das Bundesoberhandelsgericht mit Sitz in Leipzig eingerichtet. Es trat in Handelssachen an die Stelle des höchsten, nach dem Recht des Einzelstaats zuständigen Gerichts. Die Richter wurden beim Bundesoberhandelsgericht angestellt und aus der Bundeskasse besoldet. Dadurch wurde die Gerichtsbarkeit der Einzelstaaten eingeschränkt. Das Bundesoberhandelsgericht bewährte sich. Durch zahlreiche Gesetze wurden seine Kompetenzen erweitert, bis es 1879 im Reichsgericht aufging. Die Einführung einer Bundesgerichtsbarkeit war die wichtigste Verfassungsänderung während der Zeit des norddeutschen Bundes, obwohl eine Bundeszuständigkeit für die Gerichtsverfassung im Verfassungstext nicht vorgesehen war.

## Die Einzelstaaten
Eine Generalklausel, wonach die Gliedstaaten ihre Selbständigkeit behielten, soweit die Bundesverfassung keine Einschränkungen vorsieht, gab es nicht. Maximilian Duncker hatte sie aus der Paulskirchenverfassung und der Erfurter Unionsverfassung in seinen Vorentwurf übernommen, sie fand aber keinen Eingang mehr in den Entwurf für das preußische Kabinett. Allerdings legte der Satz „Innerhalb des Bundesgebietes übt der Bund das Recht der Gesetzgebung nach Maßgabe des Inhalts dieser Verfassung […] aus“ den Umkehrschluss nahe, dass die Gliedstaaten das Gesetzgebungsrecht behielten, soweit es nicht dem Bund zugewiesen war. Die Gliedstaaten bezeichnete die Verfassung als Staaten, Bundesstaaten, Einzelstaaten, als Bundesglieder, als Mitglieder des Bundes und indirekt als Länder.
Die Einzelstaaten behielten ihre Staatseigenschaft, ihre Verfassungen, ihre Thronfolgeregelungen, ihre Territorien, ihre Bevölkerungen, ihre Namen, ihre auf bestimmte Personengruppen beschränkten Wahlrechte und ihr Hofzeremoniell, welches für die Gewinnung von Nachwuchs für das Verwaltungspersonal wichtig war. Unberührt von der Bundesverfassung blieben auch die bisherigen Zuständigkeiten der Einzelstaaten wie Polizeiwesen, Gemeindewesen, Haushaltsrecht, Vermögen der Einzelstaaten, Religionswesen, Schul- und Hochschulwesen, Krankenhauswesen, Talsperren- und Trinkwasserwesen, Kultureinrichtungen wie Theater, Opernhäuser, Museen, Galerien und Bibliotheken.
Die Einzelstaaten behielten ihre Verfassungsfähigkeit und konnten ihre innere Ordnung ändern. Die Bundesverfassung verbot es den Einzelstaaten nicht, die monarchische Staatsform in eine republikanische zu ändern und umgekehrt. Auch die Verschmelzung und Teilung von Einzelstaaten war erlaubt. Andererseits war es dem Bundesstaat nicht verwehrt, im Wege der Verfassungsänderung weitere Zuständigkeiten an sich zu ziehen und ihn so zu einem Einheitsstaat weiterzuentwickeln.
Jedoch verloren die Einzelstaaten als Glieder eines Bundesstaates ihre Souveränität: Sie konnten sich gegenüber anderen Staaten nicht mehr selbst vertreten; die Zuständigkeit dafür ging auf den König von Preußen über. Selbst völkerrechtliche Verträge über Gegenstände, die nicht der Bundesgesetzgebung unterlagen, auch Bündnisverträge, konnte nur noch der König von Preußen abschließen. Verträge über Angelegenheiten der Bundesgesetzgebung schloss ebenfalls der König von Preußen ab, allerdings nur mit vorheriger Zustimmung des Bundesrats und nachträglicher Genehmigung des Reichstags. Einen Eingriff in die innere Ordnung der Einzelstaaten bedeutete es, dass die Bundesverfassung ihnen vorschrieb, Angehörige der anderen Einzelstaaten wie ihre eigenen zu behandeln.
Die Einzelstaaten verloren auch die Befehls- und Kommandogewalt über ihre Heere, diese ging auf den König von Preußen über. Soweit Gesetze und Verordnungen erforderlich waren, mussten die Gliedstaaten die preußische Militärgesetzgebung übernehmen; soweit Gesetze nicht erforderlich waren, bestimmte der König von Preußen die Gliederung der Kontingente, die Garnisonen, den Präsenzstand der Truppen und deren Organisation, Bewaffnung, Ausbildung sowie die Organisation der Landwehr. Nicht nur die vergangenen und gegenwärtigen, sondern auch die zukünftigen Anordnungen des Königs von Preußen für die preußische Armee mussten die Gliedstaaten für ihre Heere einführen. Dies bedeutete die vollständige Übertragung des preußischen Militärstaates auf die anderen Staaten. Kriegsmarinen der Einzelstaaten gab es nicht mehr. Sie wurden Marine des Bundes unter dem Oberbefehl des Königs von Preußen.
Die Einzelstaaten behielten ihr ausschließliches Gesetzgebungsrecht über die direkten Steuern und behielten auch ihre Steuerverwaltungen. Es gab hier keine Zuständigkeiten des Bundes, weder für die Gesetzgebung, noch für die Verwaltung, noch für die Aufsicht über den Gesetzesvollzug. Die Zuständigkeit für die Gesetzgebung und die Vollzugsaufsicht über die Verbrauchsteuern und die Zölle lag ausschließlich beim Bund. Die Verwaltungszuständigkeit, die Behördenorganisation und das Verwaltungspersonal blieb bei den Einzelstaaten. Die Vollzugsaufsicht übte der Bund durch Bundesbeamte bei den Ortsbehörden, den Zoll- und Steuerämtern und den Direktivbehörden, z. B. den Oberfinanzdirektionen aus.
Die Einzelstaaten stellten nur noch die Betriebsstellenbeamten und die unteren Verwaltungsbeamten der Post- und Telegraphenämter an. Der Bund hatte das Recht der konkurrierenden Gesetzgebung über das Post- und Telegraphenwesen. Die Rechtsverordnungen hierzu erließ ausschließlich der König von Preußen bei Gegenzeichnung des Bundeskanzlers. Die oberen Beamten der Innenverwaltung stellte der König von Preußen als Bundesbeamte an, ebenso die Aufsichtsbeamten in den Bezirken.
Die Einzelstaaten behielten die Eisenbahnen als Länderbahnen und ihr Verwaltungs- und Betriebspersonal. Der Bund übte aber das Gesetzgebungsrecht und die Vollzugsaufsicht aus. Eigenes Eisenbahnpersonal hatte der Norddeutsche Bund nicht.
Ebenfalls kein eigenes Personal, sondern nur das Recht auf Gesetzgebung und Vollzugsaufsicht hatte der Bund im Staatsbankwesen, Straßenbauwesen, Wasserstraßenwesen, Justizwesen, soweit es wegen der Unabhängigkeit der Gerichte hier überhaupt eine Verwaltungsaufsicht gab.

## Zeitgenössische Kritik
Der Publizist Constantin Frantz unterzog 1870 die Verfassung einer kritischen Analyse: Die Mächte Europas hätten kein Interesse daran, den Norddeutschen Bund zu erhalten oder zu schützen. Er sei allen Nachbarn unbequem. Wenn der Norddeutsche Bund zerstört würde, ginge auch Preußen mit in die Brüche. Tatsächlich wurde Preußen Anfang 1947 für aufgelöst erklärt.
Die Verfassung wolle keine politische Freiheit gewähren, sondern beruhe auf Gewerbefreiheit und Freizügigkeit. Pressefreiheit werde nur als Teil des Gewerberechts verstanden und Gewissensfreiheit nur als Teil der Freizügigkeit. Nur weil die Freizügigkeit und das Niederlassungsrecht nicht beeinträchtigt werden dürften, wären religiöse Beschränkungen untersagt. So werde das Handelsrecht zur Grundlage einer ganzen Rechtsentwicklung.
Erst durch die Tätigkeit des Bundeskanzlers sei der Norddeutsche Bund handlungs- und lebensfähig. Der Bundeskanzler sei deshalb der wirkliche Inhaber der Gewalt des Bundes. Für den Bund könne deshalb ein Wechsel des Bundeskanzlers zur Überlebensfrage werden. Die Vorhersage war richtig. Die auf Bismarck folgenden Reichskanzler waren alle ihrem Amt nicht gewachsen. Selbst der stärkste seiner Nachfolger, Theobald von Bethmann Hollweg, war gegen Ende seiner Amtszeit nur noch in der Lage, die Maßnahmen der Obersten Heeresleitung politisch zu flankieren.
Die Bundesfeldherreneigenschaft nur an den König von Preußen zu binden, sei nicht sinnvoll, weil ein derartiges Amt nicht erblich sein könne. Da dem König von Preußen kein anderes Organ zur Seite gestellt werde und auch keine Mitwirkung des politisch verantwortlichen Bundeskanzlers vorgesehen sei, fehle es an einer Sicherung gegen Machtmissbrauch. Die Vorhersage erwies sich als richtig. Der Kaiser bevollmächtigte 1914 die Oberste Heeresleitung mit der Wahrnehmung seiner Befehls- und Kommandogewalt. Sie wurde weder vom Reichskanzler noch vom Kaiser und auch nicht indirekt über das Budgetrecht vom Reichstag kontrolliert.
Die Monarchie des Bundes könne die bisherigen Fürstentümer absorbieren. Die deutschen Fürsten bildeten einen eigenen Stand und seien deshalb stärker als die fürstlichen Häupter der zentralistischen Länder. Fielen die Fürsten, auch die unbedeutenderen, weg, zerfalle das dynastische System Europas und damit das monarchische Prinzip. Die Monarchie lebte nur noch 52 Jahre. Allerdings ging der Autoritätsverfall vom Kaiser und König von Preußen aus und nicht von den Fürsten der Einzelstaaten.

## Bewertung
Seit 2020 gibt es die verfassungsgeschichtliche Einzeldarstellung Bismarcks ewiger Bund von Oliver Haardt. Schwächen der Verfassung, wie das nicht näher bestimmte labile Gleichgewicht zwischen König von Preußen und Bundeskanzler sowie zwischen Bundeskanzler und Reichstag, blieben in den ersten Jahren verborgen, weil Bismarck das Amt nach eigenem politischem Ermessen ausüben konnte. Die Reichstagsmehrheit war vielmehr der Auffassung, die Verfassung habe sich glänzend bewährt. Der norddeutsche Bund war erfolgreich, weil der Reichstag mit einer liberalen Mehrheit, Bundesrat, Bundeskanzler und der Präsident des Bundeskanzleramtes, Rudolf von Delbrück in nur vier Jahren den lange ersehnten einheitlichen Wirtschaftsraum schaffen konnten. Der ungeregelte Gegensatz zwischen Bundeskanzler, Bundesrat und Reichstag brach wegen der liberalen Mehrheit und deren Erfolgsgeschichte nicht auf. Erst später machte sich der geringe Einfluss von Kanzler und Reichstag auf die Außenpolitik bemerkbar, und erst im 20. Jahrhundert bescherten eine falsch zusammengesetzte Reichsleitung und eine nicht kontrollierte Oberste Heeresleitung dem monarchischen Bundesstaat einen tiefen Fall.